# 月の光 (冨田勲のアルバム)
『月の光』（つきのひかり）は、冨田勲のシンセサイザー音楽でのデビューアルバムである。すべてクロード・ドビュッシーの楽曲で構成されている。米国で最初に発売された。オリジナルのUS盤タイトルは『Snowflakes Are Dancing』。

## 概要
ウォルター・カーロスの『スウィッチト・オン・バッハ（Switched-On Bach）』に刺激を受けた冨田勲は1971年、モーグIIIを個人輸入で購入。冨田は次のよう述べている。
1年4か月かけてマスターテープを完成。しかし日本では契約先が見つからず、冨田はアメリカに目を向けた。『スウィッチト・オン・バッハ』をカーロスとともに手がけたディレクターのピータ・マンヴェスがCBSを離れてRCAレコードに移ろうとしているという情報を得た冨田はマンヴェスに聴いてもらうことが先決だと考えた。冨田は大学時代からの友人で出版社に勤務していた藤本祐三に構想を話すと、藤本は「大日本印刷がニューヨーク事務所を新設することになり、場所がロックフェラーセンターのタイムライフビルの中で、RCAレコードのビルはそのすぐ隣にある。ニューヨーク支社の初代所長は我々の6年後輩になる鮎貝秀邦氏だ」と答えた。さらに藤本は日本ビクターで洋楽担当のディレクターをしていた鈴木功男に協力を依頼。鈴木はRCAレッドシール担当のプロデューサーのジョン・ファイファーとアメリカで会ってきたばかりであった。
1973年8月末、ニューヨークの鮎貝から冨田に、「マンヴェスは夏の休暇から帰り次第、早急に試聴したいということである」との連絡が入る。冨田はテープを携えて渡航。4チャンネルステレオで聴くことができるリスニングルームで、ジョン・ファイファー、ピーター・マンヴェス、副社長のトーマス・シェパードとピーター・スパールゴが試聴。RCAでの発売が即座に決まる。その後冨田はRCAとの契約のため、再度渡航。ここで持ち上がったのが原盤権の問題であった。冨田はマスターテープ完成までほかの仕事を断り続けており、当時経済的に厳しい状態にあった。RCAに買い取ってもらうかどうかかなりの迷いがあったが、結局原盤権は手放さなかった。

### リリース後
1974年4月、アメリカのRCAレコードから『Snowflakes Are Dancing』とのタイトルでリリースされた。日本ではそれより遅れて同年8月25日に『月の光／ドビュッシーによるメルヘンの世界』とのタイトルでリリースされた。アメリカ盤のジャケットはDavid B. Hechtが描き、日本盤のジャケットはOsamu Nagakuwaが描いた。
1975年1月18日付けのビルボードのクラシカル・チャートで2位にランキングされた。冨田は自叙伝では最終的に1位を記録したと記している。また、全英アルバムチャート（総合チャート）で17位にランキングされた。
1975年3月開催の第17回グラミー賞において「Album of the Year - Classical」「Best Classical Performance Instrumental Soloist Or Soloists (Without Orchestra)」「Best Engineered Recording - Classical」の3部門でノミネートされた。また、NARM（National Association Of Record Merchandiserers, 全米レコード販売者協会）の1974年最優秀クラシカル・レコードに選ばれた。
2012年6月に、ULTIMATE EDITIONとして新作2曲を加えてリメイクし、Super Audio CDで4.0chサラウンド化された。また、全曲のバイノーラル録音音源もデータ収録された。
2021年7月23日に行われた東京オリンピック開会式で、冨田の没後に発表された「日の出 / Rise of The Planet 9」が使用された。そして8月8日の閉会式では、聖火台の火が消えていくフィナーレに、本アルバムの「月の光」が使用された。

## 収録曲

### オリジナル盤
A面
1. 雪は踊っている（「子供の領分」第4曲） - Snowflakes Are Dancing - 2:10
2. 夢 - Reverie - 4:44
3. 雨の庭（「版画」第3曲） - Gardens in the Rain - 3:41
4. 月の光（「ベルガマスク組曲」第3曲） - Clair de lune - 5:48
5. アラベスク第1番 - Arabesque No. 1 - 3:57

B面
1. 沈める寺院（「前奏曲集 第1巻」第10曲） - The Engulfed Cathedral - 6:18
2. パスピエ（「ベルガマスク組曲」第4曲） - Passepied - 3:17
3. 亜麻色の髪の乙女（「前奏曲集 第1巻」第8曲） - The Girl with the Flaxen Hair - 3:25
4. ゴリウォーグのケークウォーク（「子供の領分」第6曲） - Golliwog's Cakewalk - 2:50
5. 雪の上の足跡（「前奏曲集第1巻」第6曲） - Footprints in the Snow - 4:30

### 2000年盤
『火の鳥』（1975年）に収録されていたドビュッシーの「牧神の午後への前奏曲」がボーナストラックとして収録されている。

### 2012年盤
| 曲名                                                | 収録時間 |
| --------------------------------------------------- | -------- |
| 雪は踊っている（「子供の領分」第4曲）               | 2:12     |
| 口笛と鐘 -アート・オブ・サウンド・クリエーション    | 1:54     |
| アラベスク第1番（「2つのアラベスク」より）          | 4:00     |
| 月の光（「ベルガマスク組曲」第3曲）                 | 5:51     |
| 雨の庭（「版画」第3曲）                             | 4:02     |
| 雪の上の足跡（「前奏曲集第1巻」第6曲）              | 4:40     |
| 沈める寺院（「前奏曲集第1巻」第10曲）               | 6:36     |
| アラベスク第2番（「2つのアラベスク」より）          | 3:35     |
| 夢                                                  | 4:46     |
| 亜麻色の髪の乙女（「前奏曲集第1巻」第8曲）          | 3:27     |
| パスピエ（「ベルガマスク組曲」第4曲）               | 3:20     |
| ゴリウォーグのケークウォーク（「子供の領分」第6曲） | 2:53     |
| 雲（「夜想曲」第1曲）                               | 8:20     |

※ 作曲はクロード・ドビュッシー。

## アルバムの種別
本作品は以下の様に改訂がなされており、音響処理や収録時間も変化している。
- LP(1974年) = SRA-2947 / R4C-2040
- CD(1984年・日本) = RCCD-1 (41:16)
- CD(1986年・日本) = R32C-1040 (41:22)
- CD(1991年・日本) = BVCC-2514/ドルビーサラウンド盤 (41:36)
- CD(2000年・米国) = リマスター盤 (51:49)
- SACD/CD(2012年・日本 ULTIMATE EDITION） = COGQ-59 (55:36)

## 使用した機器装置
| MOOG SYNTHESIZER                         | Quantity. |
| ---------------------------------------- | --------- |
| 914 Extended Range Fixed Filter Bank     | 1         |
| 904-A Voltage-Controlled Lowpass Filter  | 2         |
| 904-B Voltage-Controlled Highpass Filter | 1         |
| 904-C Filter Coupler                     | 1         |
| 901 Voltage-Controlled Oscillator        | 1         |
| 901-A Oscillator Controller              | 3         |
| 901-B Oscillator                         | 9         |
| 911 Envelope Generator                   | 4         |
| 911-A Dual Trigger Delay                 | 1         |
| 902 Voltage-Controlled Amplifier         | 5         |
| 912 Envelope Follower                    | 1         |
| 984 Four-Channel Mixer                   | 1         |
| 960 Sequential Controller                | 2         |
| 961 Interface                            | 1         |
| 962 Sequential Switch                    | 2         |
| 950 Keyboard Controller                  | 1         |
| 6401 Bode Ring Modulator                 | 1         |
| TAPE RECORDER                            |           |
| Ampex MM-1100 16 tracks                  | 1         |
| Ampex AG-440 4 tracks (1/2")             | 1         |
| Sony TC-9040 4 tracks (1/4")             | 1         |
| Teac A-3340S 4 tracks (1/4")             | 1         |
| Teac 7030GSL 2 tracks                    | 1         |
| MIXER                                    |           |
| Sony Mx-16 (8-CH)                        | 2         |
| Sony Mx-12 (6-CH)                        | 2         |
| ACCESSORY                                |           |
| AKG BX20E Echo unit                      | 1         |
| Eventide Clockworks "Instant phaser"     | 1         |
| Binson Echorec "2"                       | 2         |
| Fender "Dimention IV"                    | 1         |
| Mellotron                                | 1         |

## 備考
- 「アラベスク第1番」はFM東京の番組『新日鐵アワー・音楽の森』のテーマ曲として使われた。また、アメリカ合衆国の公共放送サービスにおいて、天文番組『Jack Horkheimer: Star Hustler』のテーマ曲として、1976年から2011年まで使われた[19]。
- 「夢」はフジテレビジョンにおいて、1日の放送の始まりと終わりに使用された。